# 루크 브래턴
네이선 루크 브래턴 (Nathan Luke Brattan, 1990년 3월 7일 ~ )은 오스트레일리아의 축구 선수로, 현재 시드니 FC에서 중앙 미드필더로 뛰고 있다.